# Muleta (tauromaquia)

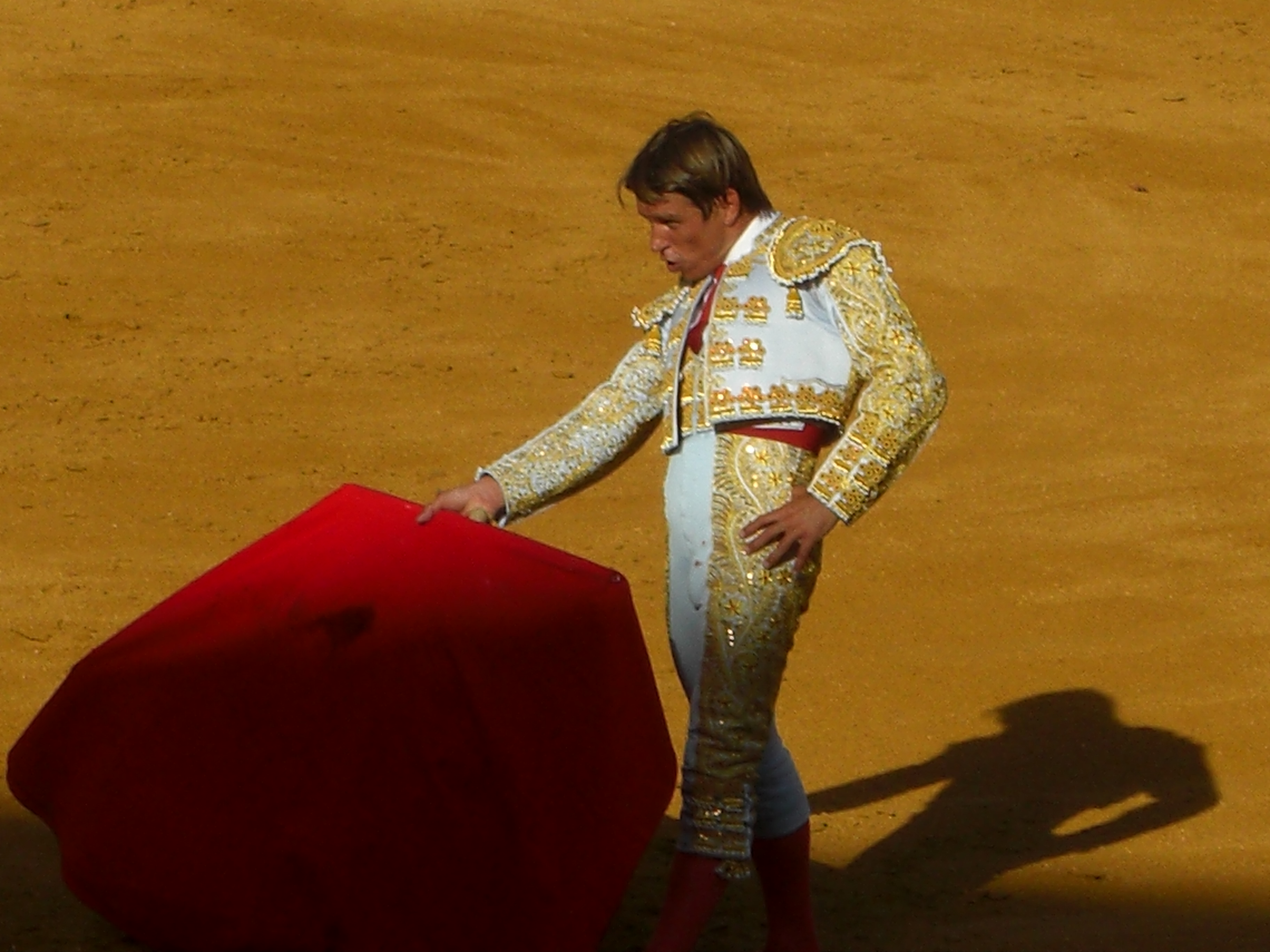
Manuel Díaz “El Cordobés” citando al toro con la muleta.

En tauromaquia, se denomina muleta a un instrumento de torear que consiste en un paño o tela de color rojo con el que el matador de toros templa y encauza la embestida del toro durante el último tercio de la lidia. Va montada sobre un palillo de madera de haya, llamado estaquillador, que le da forma y la sostiene. Es una herencia del lienzo o sábana blanca que se usaba en la primitiva tauromaquia. La muleta también recibe otros nombres, como franela, pañosa, muletilla o lienzo. Su tamaño puede variar según la envergadura y gustos del matador, así como su peso y consistencia, en función de las circunstancias. Lo normal es que, armada con el estoque, arrastre ligeramente por el suelo.  
En días especialmente ventosos suele ser corriente el uso de muletas de doble forro para que el aumentar el peso aumente la resistencia al viento. 
La muleta recibe también el nombre de pañosa dentro de la jerga taurina. Dentro de ese argot, tanto muleta como capote se les llama trastos. 
Se debe distinguir del capote de brega, de color rosa, utilizado en los dos primeros tercios de la corrida. La muleta es más pequeña y ligera que el capote, lo que permite el lucimiento artístico y ajustado del toreo de muleta.
El capote tiene mayores dimensiones y es más difícil de utilizar al requerirse las dos manos. No obstante, si se alcanza gran destreza el lucimiento puede ser igual o superior que con la muleta. 

## Origen

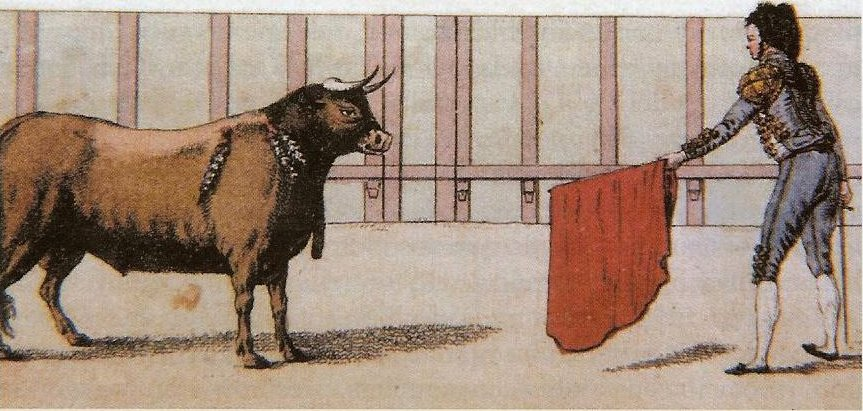
Modo de presentar la muleta para el toreo al natural. Ilustración del Tratado de tauromaquia (1796), de Pepe-Hillo.

Según Cossío, el nombre quizá provenga del pasador denominado muletilla en pasamanería. El uso de este instrumento de toreo es relativamente moderno, aunque en cualquier caso anterior al siglo XVIII. Se ha atribuido erróneamente su invención, por parte de antiguos tratadistas, a Francisco Romero. Antiguamente, la muleta se denominaba lienzo y era de color blanco, fabricado en lino, cáñamo o algodón. Era, también, de menor tamaño, se usaba poco y su importancia era mucho menor que en la actualidad. Posteriormente, aumentó su tamaño y se empezó a fabricar con otros materiales, como franela o lana, y se usaron distintos colores (rojo, amarillo y azul), a gusto del torero, en función de su eficacia para atraer al toro. Al aumentar su tamaño, pudieron también aumentar sus usos, más complicados y artísticos. En tiempos de Cúchares, la muleta era aún pequeña y en los primeros años de Lagartijo aún había variaciones de color. Hoy es siempre roja.

## Torear de muleta

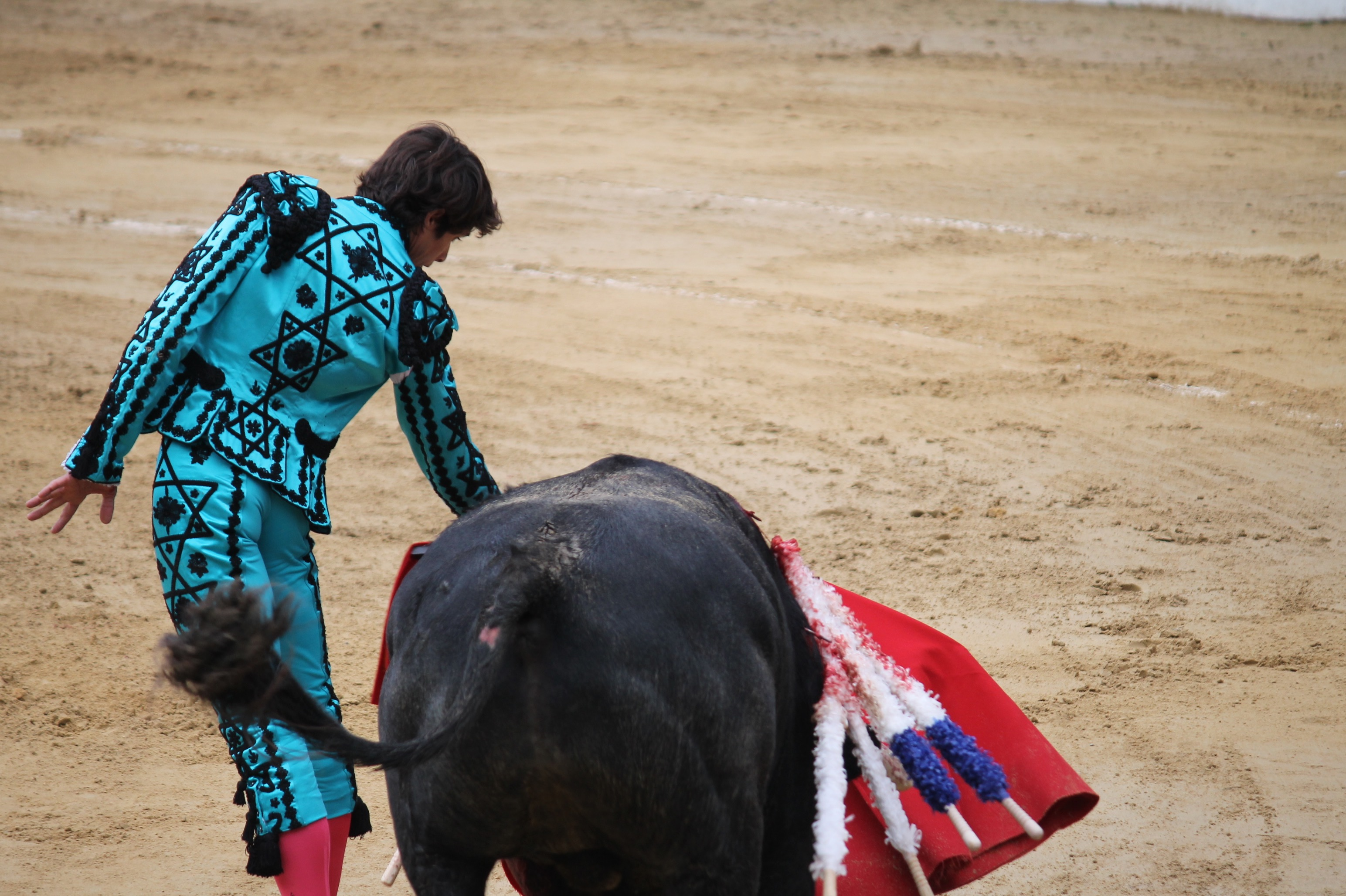
Redondo por la espalda, Castella (2019)

El mayor cambio en la muleta a lo largo del tiempo, además de su color y su tamaño, ha sido su función: la muleta ha evolucionado de un simple instrumento de defensa que permitía hacer bajar la cabeza al toro para matarlo a convertirse, en palabras de Cossío, en «auxiliar esencial de la parte más importante y bella de la lidia». Al ser más ligera y pequeña que el capote, la muleta puede manejarse con mayor rapidez, agilidad y precisión. 
Los pases más comunes realizados con la suerte de muleta son: el natural (abierto y con la mano izquierda), el derechazo (con la derecha y la espada en el paño de la muleta para extender la superficie del mismo) y el pase cambiado (cuando se le da salida al toro por el lado contrario a la mano donde se tiene la muleta), que cuando se realiza por alto se le conoce como pase de pecho y si es por bajo trincherilla o trincherazo. También se efectúa con la muleta el trasteo o macheteo (pasar la muleta por la cara del animal, con el fin de cambiarlo de terreno, o bien para fatigarlo o castigarlo). No debe olvidarse el pase de pecho, dentro de las suertes interpretadas con la muleta.